# Salms reials
Hermann Gunkel classificà deu salms com a salms reials per la seva temàtica relacionada amb la reialesa. Concretament, els salms reials tracten del paper espiritual dels reis en el culte de Jahvè.  No hi ha cap altre vincle entre aquests deu salms. Cadascun d'aquests salms menciona un rei explícitament.  Tanmateix, hom ha postulat que altres salms, que no esmenten el rei directament, podrien haver estat escrits per a la reialesa (p. ex., el Salm 22).
Brevard Childs, estudiós de l'Antic Testament, ha plantejat la possibilitat que els salms reials estiguin repartits estratègicament pel Llibre dels Salms. Segons Childs, aquests salms sovint apareixen al costat d'altres salms que els donen un sentit escatològic i messiànic.

## Salms reials segons Gunkel
Primers versos extrets de la Bíblia Catalana Interconfessional.
- Salm 2 («Per què s'avaloten les nacions, i els pobles es conjuren en va?»)
- Salm 18 («T'estimo, Senyor, força meva!»)
- Salm 20 («Que el Senyor et respongui el dia del perill, que t'empari el nom del Déu de Jacob»)
- Salm 21 («El rei celebra el teu triomf, Senyor. Com se sent feliç de la teva victòria!»)
- Salm 45 («Un bon auguri em surt del cor. Dedico al rei el meu poema, la meva llengua és àgil com una ploma d'escrivà.»)
- Salm 72 («Déu meu, dóna al rei el teu dret, dóna-li la teva rectitud.»)
- Salm 101 («Vull celebrar la bondat i la justícia. A tu, Senyor, dedico el meu cant.»)
- Salm 110 («Oracle del Senyor al meu senyor: "Seu a la meva dreta, i espera que faci dels enemics l'escambell dels teus peus."»)
- Salm 132 («Senyor, recorda't de David i de tot el seu zel»)
- Salm 144 («Beneït sigui el Senyor, la meva roca, que m'ensinistra els braços a la lluita i les mans al combat.»)

## Altres salms reials
A més a més, els salms 93, 94, 95, 96, 97, 98 i 99 es diuen salms reials perquè «tenen l'objectiu [d']enaltir el Senyor com a rei».